# هيثم بن عبد الرحمن العوهلي
هيثم بن عبد الرحمن العوهلي مهندس سعودي (ولد 4 إبريل 1976م) يشغل منصب محافظ هيئة الاتصالات والفضاء والتقنية من 9 مايو 2025م، ومنصب نائب وزير الاتصالات وتقنية المعلومات في السعودية من يونيو 2018، وكان قد شغل عددًا من المناصب الإدارية العليا أبرزها توليه إدارة شركة سيسكو السعودية.

## التعليم
- حاصل على بكالوريوس في الهندسة الكهربائية من جامعة سياتل في الولايات المتحدة الأمريكية عام 1999م.[4]

## العمل والمناصب
- كلف محافظاً لهيئة الاتصالات والفضاء والتقنية في 9 مايو 2025م إضافةً إلى عمله نائباً لوزير الاتصالات وتقنية المعلومات.[1]
- نائب وزير الاتصالات وتقنية المعلومات في السعودية من يونيو 2018.[2]
- عين مديراً تنفيذياً لشركة سيسكو بالسعودية في يونيو 2017.[5]
- شغل قبل انضمامه إلى شركة سيسكو عام 2006 منصب نائب المدير العام لمؤسسة ECDL في السعودية من عام 2003 إلى عام 2006.
- عمل مهندس شبكات في شركة موتورولا.
- اختير رئيساً للمؤسسة العربية للاتصالات الفضائية (عرب سات) في أغسطس 2021.[6]
- عضو مجلس إدارة الهيئة السعودية للملكية الفكرية من يناير 2022.[7]

## تكريم
- منح وسام الملك عبد العزيز من الدرجة الأولى في يونيو 2021.[8]